# Daniel Kickert
Daniel Michael Kickert (ur. 29 maja 1983 w Melbourne) – australijski koszykarz, występujący na pozycjach silnego skrzydłowego lub środkowego, posiadający także obywatelstwo holenderskie, obecnie zawodnik Sydney Kings.
Koszykarską karierę rozpoczął w 2002. Absolwent uniwersytetu Saint Mary’s, w którym grał w latach 2002-2006. W sezonie 2006-2007 gracz Basketu Livorno. Potem bronił barw hiszpańskiego CB Breogán. Następny sezon spędził w klubie hiszpańskiej ekstraklasy Gran Canaria 2014. 4 lutego 2011 podpisał kontrakt z PGE Turowem Zgorzelec. Od 2012 zawodnik Dnipro Dniepropietrowsk.
W swojej karierze występował w reprezentacji Australii U-18. W seniorskiej kadrze wystąpił natomiast na Mistrzostwach Świata w 2006 roku, które odbyły się w Japonii.
W latach 2011–2012 występował w Turowie Zgorzelec. 
27 kwietnia 2018 został zawodnikiem Sydney Kings. 9 kwietnia 2019 dołączył do Taylor Hawks. 

## Osiągnięcia
Stan na 12 maja 2021, na podstawie, o ile nie zaznaczono inaczej.
NCAA
- Uczestnik turnieju NCAA (2005)
- Zaliczony do I składu:
  - konferencji West Coast (WCC – 2004–2006)
  - turnieju:
    - WCC (2005)
    - Coaches vs. Classic (2005)

Drużynowe
- Mistrz Ukrainy (2013)
- Wicemistrz Polski (2011)

Indywidualne
- Najlepszy Rezerwowy PLK (2010, 2011)[6]
- MVP:
  - miesiąca ligi ukraińskiej (październik 2013)
  - 4 kolejki ligi ukraińskiej (2013/2014)
- Zaliczony do:
  - I składu NBL (2016)
  - II składu:
    - PLK (2011, 2012 przez dziennikarzy)[7]
    - NBL (2017)
- Uczestnik meczu gwiazd PLK (2012)
- Lider NBL w skuteczności rzutów za 3 punkty (2014)

Reprezentacja
- Mistrz Pucharu Azji FIBA (2017)
- Wicemistrz turnieju London Invitational (2011)
- Uczestnik mistrzostw świata (2006 – 13. miejsce)

## Statystyki podczas występów w Polsce
| Sezon     | Drużyna     | M  | S5 | MPG  | FG% | 3P% | FT% | RPG | APG | SPG | BPG | PPG  |
| --------- | ----------- | -- | -- | ---- | --- | --- | --- | --- | --- | --- | --- | ---- |
| 2010/2011 | Turów (PLK) | 25 | 9  | 18,7 | 51% | 39% | 76% | 2,8 | 0,5 | 0,6 | 0,2 | 9,3  |
| 2011/2012 | Turów (PLK) | 43 | 17 | 25,6 | 55% | 35% | 80% | 4,3 | 1,0 | 0,4 | 0,5 | 14,8 |